# Stylidium cymiferum
Stylidium cymiferum är en tvåhjärtbladig växtart som beskrevs av A. Lowrie och S. Carlquist. Stylidium cymiferum ingår i släktet Stylidium och familjen Stylidiaceae. Inga underarter finns listade i Catalogue of Life.